# Буквар Симеона Полоцького
Буквар Симеона Полоцького — книга для дітей з текстами для читання, підібраними зі Святого Письма. Виданий в 1679 році у Москві. Упорядником вважається випускник Києво-Могилянського колегіуму Симеон Полоцький, який був на той час вихователем царських дітей — Петра і Софії.
За структурою книга подібна до букварів білоруського друкаря Спиридона Соболя. Традиційно містить церковнослов'янську абетку у прямому і зворотному порядку, наведені назви літер. Коротко сказано про просодію (наголоси) та основні правила синтаксису й пунктуації, подано позначення цифр кириличними літерами під титлами.